# Imiza di Lussemburgo
Imiza di Lussemburgo, (anche Irmentrude e Ermentrude) (1000 circa – 1055), fu contessa consorte di Altdorf dal 1017 circa al 1030.
Essa è considerata la Stammuter dei giovani Welfen.

## Origine
Imiza era figlia del conte di Moselgau e Vogt delle abbazie di Stablo e Malmedy, Federico di Lussemburgo e della moglie di cui non si conosce il nome, che era figlia di Ermetrude, discendente dai Corradinidi, come ci viene confermato dalla Vita Adelheidis abbatissæ Vilicensis, conti e duchi della Franconia; infatti secondo la Genealogia Welforum era la sorella di Adalberone III († 1072), vescovo di Metz, Enrico († 1047), duca di Baviera, Federico (1003 † 1065), duca della Bassa Lorena.
Federico di Lussemburgo era figlio del conte di Moselgau e delle Ardenne, considerato il primo conte di Lussemburgo ed il fondatore della casata di Lussemburgo, un ramo cadetto della casa delle Ardenne, Sigfrido I di Lussemburgo e della moglie, Hedwige di Nordgau: infatti, secondo gli Annales Quedlinburgenses, Federico era fratello di Cunegonda, la moglie dell'Imperatore dei Romani, Enrico II e Cunegonda, la moglie di Enrico II il Santo, secondo il monaco, Rodolfo il Glabro, uno dei maggiori cronisti d'età medievale, nel suo Historiarum Libri Quinque, era figlia di Sigfrido) e di Edvige di Nordgau (937-992), figlia del conte Eberardo IV di Nordgau e di Luitgarda di Lotaringia, discendente in linea diretta da Carlo Magno.
Imiza era nipote dell'Imperatore dei Romani, Enrico II e cognata di Baldovino IV, detto il Barbuto, conte di Fiandra e d'Artois e conte di Hainaut (ridotto alla contea di Valenciennes) († 1035), marito di sua sorella, Ogiva, come ci conferma la Genealogiae Comitum Flandriae.

## Biografia
Ancora secondo la Genealogia Welforum, Imiza era stata data in moglie al conte di Altdorf, Guelfo, che sempre secondo la Genealogia Welforum era figlio di Rodolfo II, conte di Altdorf e Ida, figlia del duca di Svevia Corrado I e di una figlia dell'imperatore, Ottone I di Sassonia. Il matrimonio col nobile Svevo Guelfo III di Altdorf, fu celebrato, probabilmente nel 1017. La dote di Imiza includeva i beni di Mering (nei pressi di Augusta) e Elisina (moderno Solesino) Imiza ricevette probabilmente questa proprietà per l'intervento della zia, Cunigunda, che era sposata con l'imperatore Enrico II. Probabilmente a causa di questa parentela, Enrico II concesse inoltre il ducato di Carinzia al figlio di Imiza, Guelfo di Carinzia (precedentemente Carinzia era stato governato personalmente dagli imperatori tedeschi).
Imiza sopravvisse a suo figlio Guelfo, che non si era mai sposato e non aveva figli. Guelfo lasciò in eredità i suoi beni al monastero di Altdorf, dove sua madre era diventata badessa. Questa a sua volta dette la proprietà a Guelfo  di Baviera, nipote dalla figlia Cunegonda.
Imiza morì tra il 1055 ed il 1057, e fu sepolta ad Altenmünster.

## Figli
Imiza a Guelfo III diede due figli:
- Cunegonda (o Cuniza) (1020 circa † 1055 circa), che sposò Alberto Azzo II d'Este[15];
- Guelfo († 1055)[15].

## Ascendenza
|                         |                 |                          | Genitori                |  |  | Nonni |  |  | Bisnonni           |  |  | Trisnonni |  |
|                         |                 |                          |                         |  |  |       |  |  | Vigerico di Bidgau |  |  | …         |  |
|                         |                 |                          |                         |  |  |       |  |  | Vigerico di Bidgau |  |  | …         |  |
|                         |                 | …                        |                         |  |  |       |  |  | Vigerico di Bidgau |  |  |           |  |
| Sigfrido di Lussemburgo |                 |                          |                         |  |  |       |  |  | Vigerico di Bidgau |  |  |           |  |
|                         |                 | Cunegonda                | …                       |  |  |       |  |  |                    |  |  |           |  |
|                         |                 | Cunegonda                | …                       |  |  |       |  |  |                    |  |  |           |  |
|                         |                 | Cunegonda                | Ermentrude              |  |  |       |  |  |                    |  |  |           |  |
| Federico di Lussemburgo |                 | Cunegonda                |                         |  |  |       |  |  |                    |  |  |           |  |
|                         |                 | Eberardo IV di Nordgau?  | Hugo I di Nordgau?      |  |  |       |  |  |                    |  |  |           |  |
|                         |                 | Eberardo IV di Nordgau?  | Hugo I di Nordgau?      |  |  |       |  |  |                    |  |  |           |  |
|                         |                 | Eberardo IV di Nordgau?  | Ildegarda?              |  |  |       |  |  |                    |  |  |           |  |
| Edvige di Nordgau       |                 | Eberardo IV di Nordgau?  |                         |  |  |       |  |  |                    |  |  |           |  |
|                         |                 | Luitgarda di Lotaringia? | …                       |  |  |       |  |  |                    |  |  |           |  |
|                         |                 | Luitgarda di Lotaringia? | …                       |  |  |       |  |  |                    |  |  |           |  |
|                         |                 | Luitgarda di Lotaringia? | …                       |  |  |       |  |  |                    |  |  |           |  |
| Imiza di Lussemburgo    |                 | Luitgarda di Lotaringia? |                         |  |  |       |  |  |                    |  |  |           |  |
|                         | Odo di Wetterau | Gebeardo di Lotaringia   |                         |  |  |       |  |  |                    |  |  |           |  |
|                         | Odo di Wetterau | Gebeardo di Lotaringia   |                         |  |  |       |  |  |                    |  |  |           |  |
|                         | Odo di Wetterau | …                        |                         |  |  |       |  |  |                    |  |  |           |  |
| Eriberto di Wetterau    | Odo di Wetterau |                          |                         |  |  |       |  |  |                    |  |  |           |  |
|                         |                 | Cunigonda di Vermandois? | Erberto I di Vermandois |  |  |       |  |  |                    |  |  |           |  |
|                         |                 | Cunigonda di Vermandois? | Erberto I di Vermandois |  |  |       |  |  |                    |  |  |           |  |
|                         |                 | Cunigonda di Vermandois? |                         |  |  |       |  |  |                    |  |  |           |  |
| Ermetrude di Wetterau   |                 | Cunigonda di Vermandois? |                         |  |  |       |  |  |                    |  |  |           |  |
|                         |                 | Megingaudo di Gheldria   | …                       |  |  |       |  |  |                    |  |  |           |  |
|                         |                 | Megingaudo di Gheldria   | …                       |  |  |       |  |  |                    |  |  |           |  |
|                         |                 | Megingaudo di Gheldria   | …                       |  |  |       |  |  |                    |  |  |           |  |
| Irmtrud di Avalgau      |                 | Megingaudo di Gheldria   |                         |  |  |       |  |  |                    |  |  |           |  |
|                         |                 | Gerberga di Lorena       | Goffredo di Jülich      |  |  |       |  |  |                    |  |  |           |  |
|                         |                 | Gerberga di Lorena       | Goffredo di Jülich      |  |  |       |  |  |                    |  |  |           |  |
|                         |                 | Gerberga di Lorena       | …                       |  |  |       |  |  |                    |  |  |           |  |
|                         |                 | Gerberga di Lorena       |                         |  |  |       |  |  |                    |  |  |           |  |

### Fonti primarie
- (LA)  Monumenta Germaniae Historica, Scriptores, tomus XIII.
- (LA)  Monumenta Germaniae Historica, Scriptores, tomus IX.
- (LA)  Monumenta Germaniae Historica, Scriptores, tomus XV.2.
- (LA)  Monumenta Germaniae Historica, tomus VII.
- (LA)  Monumenta Germaniae Historica, tomus III.

### Letteratura storiografica
- (DE) E. Steindorff, Jahrbücher des Deutschen Reichs unter Heinrich III., 2 vols. (Leipzig, 1874-1881), accessibile online a: archive.org
- (DE) B. Schneidmüller, Die Welfen. Herrschaft und Erinnerung (819–1252). (Stuttgart, 2000), pp. 119–123
- (DE) K. Baaken, Elisina curtis nobilissima. Welfischer Besitz in der Markgrafschaft Verona und die Datierung der Historia Welforum, Deutsches Archiv 55 (1999), 63-94